# Dominikanerkirche (Košice)

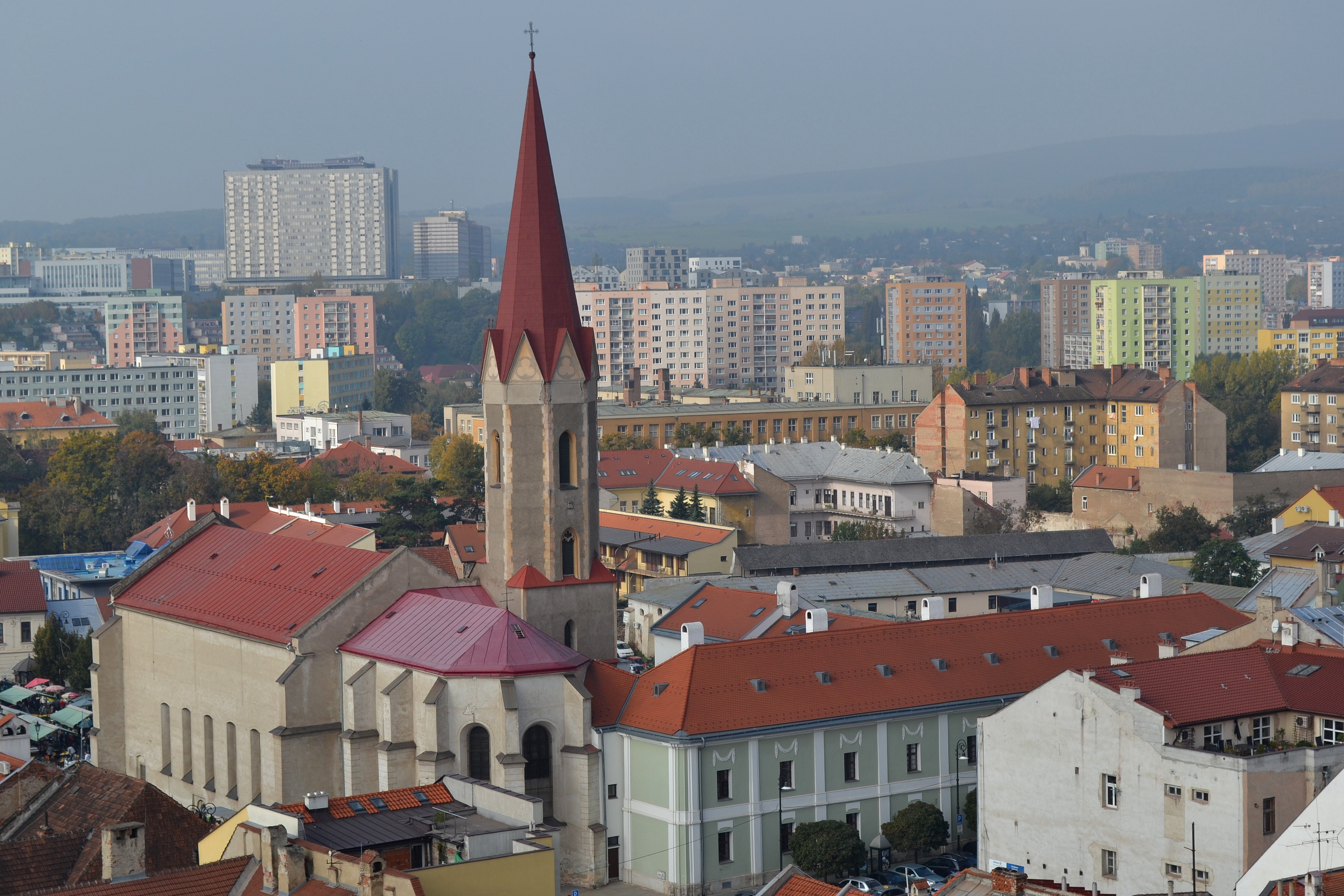
Blick auf die Kirche vom Turm des Elisabeth-Doms

Die Dominikanerkirche (slowakisch Dominikánsky kostol) ist eine römisch-katholische Kirche in der zweitgrößten slowakischen Stadt Košice (deutsch Kaschau). Sie trägt das Patrozinium Mariä Himmelfahrt, deshalb heißt sie auch Mariä-Himmelfahrt-Kirche (slowakisch Kostol Nanebovzatia Panny Márie) und befindet sich in der Innenstadt am Platz Dominikánske námestie (deutsch Dominikanerplatz) unweit der Kreuzung mit der Straße Mäsiarska. Sie ist das älteste noch erhaltene Gebäude der Stadt.

## Geschichte

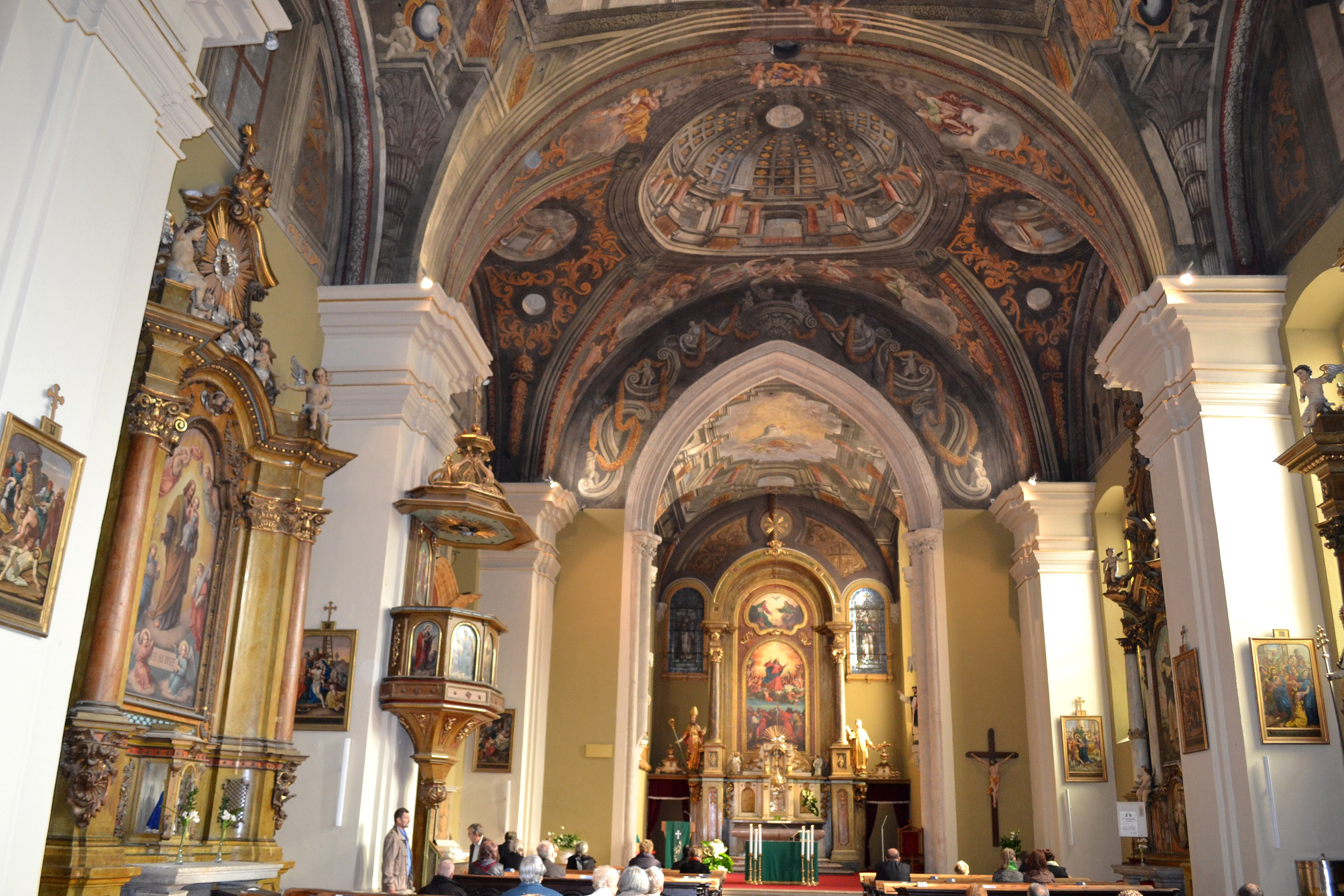
Das Innere der Kirche

Die Kirche wurde gegen 1290 im frühgotischen Stil erbaut und zum ersten Mal 1303 schriftlich erwähnt. Zu dieser Zeit lag sie, zusammen mit dem benachbarten Kloster, in unmittelbarer Nähe der Stadtmauer, überdies gründete der Dominikanerorden im 14. Jahrhundert eine Schule. 1430 wurde die Tätigkeit der Dominikaner durch eine Pestepidemie gehemmt, wegen der notwendigen Sanierung der Kirche musste der Orden einen Teil der Liegenschaften außerhalb der Stadt veräußern. Der Stadtbrand von 1556, dem drei Viertel der Stadt zum Opfer fielen, zerstörte auch die Kirche und das Kloster und wegen Geldmangel verließen die Dominikaner die Stadt und gingen nach Tyrnau, andererseits fasste die Reformation Fuß in Kaschau. Danach fanden hier Stadtarme Unterkunft, wurden aber bald ausgewiesen und der Kirchenbau diente danach als Lebensmittellager, aber auch als Mülllager und Jauchegrube. Nach einem weiteren Brand im Jahr 1674 übernahm die Zipser Kammer das Gebäude, ließ es reinigen und das Dach instand setzen.
Nach einer Verordnung von Leopold I. vom 16. Dezember 1697 durften die Dominikaner zurückkehren, unter anderem um die Gegenreformation voranzutreiben. Nach ihrer Rückkehr im Jahr 1698 begannen sie mit einem Umbau sowie Barockisierung der Kirche, nach mehr als 40 Jahren wurde sie schließlich am 4. August 1741 geweiht. Danach begann der Bau des neuen Klostergebäudes, der sich bis 1767 hinzog. Die Kirche wurde 1846 bei einem Feuer wieder beschädigt, während der Ungarischen Revolution 1848/1849 richtete die russische Armee ein Lebensmittellager in der Kirche ein. 1903 wurde der Turm auf 68 m erhöht und überragt seither um neun Meter den Nordturm des Elisabeth-Doms.
1950 wurde der Orden vom tschechoslowakischen Staat zwangsaufgelöst und erhielt die Kirche erst 1990 zurück.
An den Wänden sowie am Gewölbe des Presbyteriums sind illusionistische barocke Fresken angebracht, der neoromanische Altar stammt aus dem Jahr 1872.